# Ferdinand Güterbock
Ferdinand Güterbock (* 8. Januar 1872 in Berlin; † 15. April 1944 in Engelberg) war ein deutscher Historiker.

## Leben
Ferdinand Güterbock war ein Sohn des Malers Leopold Güterbock und stammte aus einer vermögenden Familie. Er heiratete Mina Güterbock-Auer (1885–1970, Schwester von Grethe Auer) und lebte in einer Villa in Berlin-Steglitz, die als Treffpunkt für Historiker diente. Er war unter anderem mit Paul Fridolin Kehr, Erich Caspar und Robert Holtzmann befreundet. 
1895 promovierte Güterbock bei Paul Scheffer-Boichorst über den Frieden von Montebello. Er lebte als Privatgelehrter und forschte insbesondere über Friedrich Barbarossa sowie die Geschichte Italiens und später der Schweiz. Daneben arbeitete er für das Neue Archiv und erledigte gelegentlich Aufgaben bezüglich der Monumenta Germaniae Historica als freier Mitarbeiter (ab etwa 1900). In dieser Reihe gab er 1930 „Das Geschichtswerk des Otto Morena und seiner Fortsetzer“ heraus.
Jüdischer Herkunft, emigrierte Güterbock 1937 in die Schweiz, wo er in Weggis lebte und kurz vor seinem Tod 1944 eingebürgert wurde.

## Schriften (Auswahl)
- Der Friede von Montebello und die Weiterentwickelung des Lombardenbundes. Berlin 1895.
- Der Prozeß Heinrichs des Löwen. Kritische Untersuchungen. Berlin 1909.
- Mussolini und der Fascismus. München 1923.
- Engelbergs Gründung und erste Blüte 1120–1223. Neue quellenkritische Forschungen. Zürich 1948.
- als Herausgeber: Das Geschichtswerk des Otto Morena und seiner Fortsetzer über die Taten Friedrichs I. in der Lombardei, MGH, SS rer. Germ. N. S. 7, 1930.

Außerdem erhielt er 1925 den Auftrag bei den MGH, die Faventiner Chronik des Tolosanus herauszugeben, was aber nicht publiziert wurde. 